# غوكتشه آكيلدز
غوكتشه آكْيلدز (بالتركية: Gökçe Akyıldız)‏ (30 أكتوبر 1992 - ) ممثلة تركية، من مواليد مدينة سينوب، بدأت بالتمثيل وهي في العاشرة من عمرها وذلك سنة 2002 م، قامت بالعديد من الأعمال بالسينما والتلفزيون. اشتهرت بعد دورها الرئيسي في مسلسل الأزهار الحزينة.

## روابط خارجية
- غوكتشه آكيلدز على موقع IMDb (الإنجليزية)
- غوكتشه آكيلدز على موقع قاعدة بيانات الفيلم (الإنجليزية)
- غوكتشه آكيلدز على موقع كينوبويسك (الروسية)